# Lepenski Vir

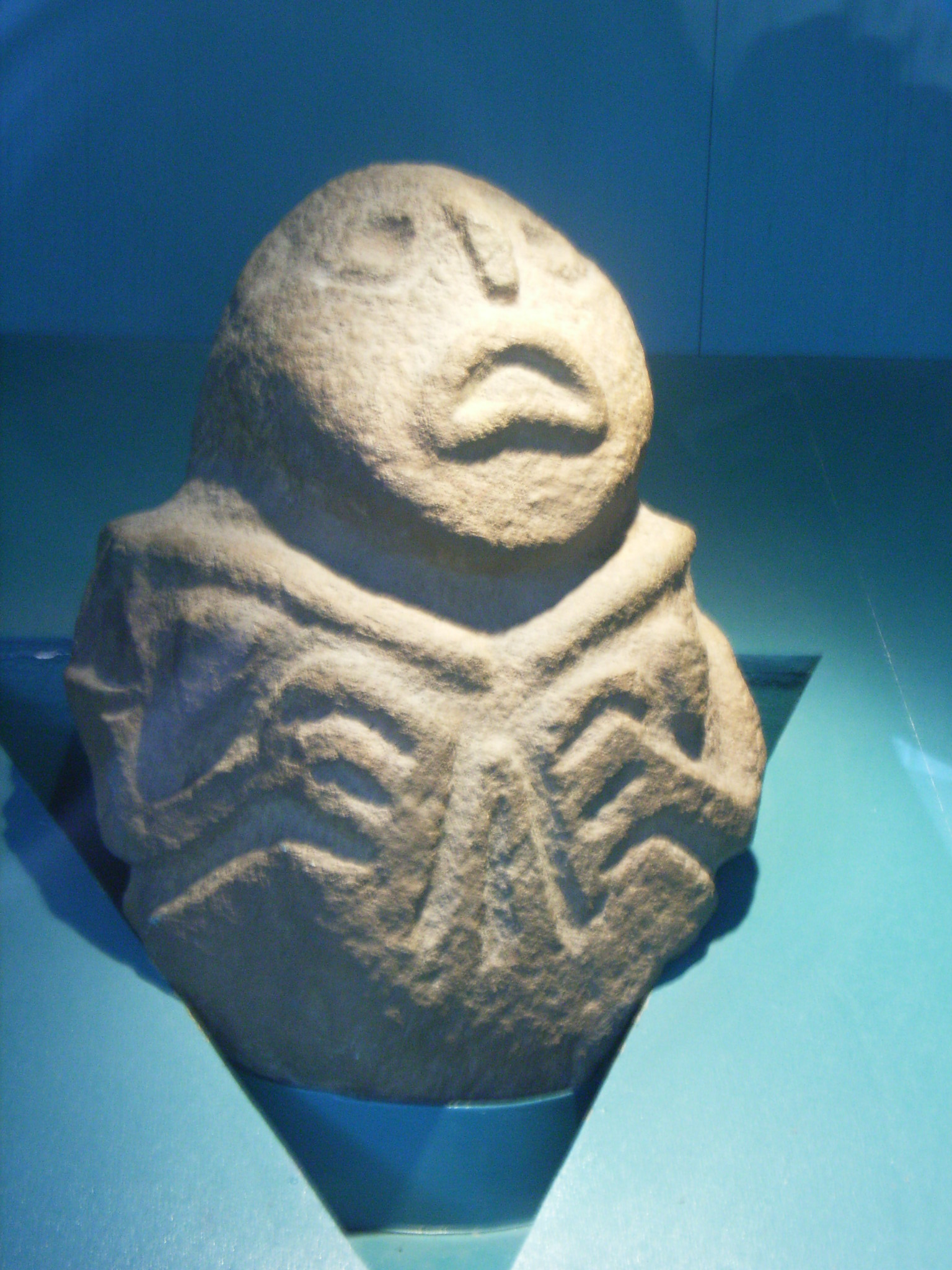
Socha bohyně plodnosti

Lepenski Vir je archeologická lokalita v Srbsku nedaleko soutěsky Železná vrata, asi 100 km východně od Bělehradu. Dragoslav Srejović zde v roce 1965 objevil pozůstatky sídliště vyspělé kultury, které existovala v sedmém a šestém tisíciletí před naším letopočtem. Oblast byla v Srbsku vyhlášena státem chráněnou kulturní památkou.
V Lepenském Viru žila komunita lovců a rybářů na břehu Dunaje. Domy byly postaveny na platformě ze směsi vápence, písku a vody, měly jednotný půdorys a byly orientovány stejným směrem, pravidelně geometricky byly rozmístěny také ohniště a kamenné stély (patrně oltáře). Sídliště tedy mělo jistý urbanistický plán. Vedle hlavního sídliště, kde žilo asi sto až dvě stě lidí, existovaly v okolí menší satelitní osady. Byly nalezeny velké kamenné sochy, svědčící o pokročilém kulturním a náboženském životě. V závěrečném období lepenskovirské kultury zřejmě došlo i k domestikaci psů, vepřů a skotu (kteří zde divoce žili) a k pokusům o zemědělskou produkci. Podle předmětů nalezených v hrobech se objevují také náznaky postupné sociální diferenciace.
V blízkosti se nachází pravěký měděný důl Rudna Glava, poskytující důkazy o prvopočátcích měděné metalurgie v Evropě.